# Jan Gruber
Jan Gruber (* 13. ledna 1979) je český fotbalový záložník, momentálně hrající nižší soutěž Českobudějovicka za FK Boršov nad Vltavou.

## Ligová bilance
| Ročník                         | Zápasy | Góly | Klub                       |
| ------------------------------ | ------ | ---- | -------------------------- |
| Česká fotbalová liga 1998/1999 | -      | 0    | SK Slovan Varnsdorf        |
| Gambrinus liga 2003/2004       | 24     | 2    | SK Dynamo České Budějovice |
| Gambrinus liga 2004/2005       | 23     | 3    | SK Dynamo České Budějovice |
| Gambrinus liga 2005/2006       | 10     | 0    | FC Marila Příbram          |
| Gambrinus liga 2006/2007       | 16     | 0    | SK Dynamo České Budějovice |
| Corgoň liga 2007/2008          | 30     | 5    | FC Nitra                   |
| Corgoň liga 2008/2009          | 14     | 3    | FC Nitra                   |
| Ekstraklasa 2008/2009          | 7      | 0    | Odra Wodzisław Śląski      |
| LIGA CELKEM                    | 124    | 13   |                            |